# Zeckendorf Towers
Las Zeckendorf Towers, a veces también llamadas One Irving Place y One Union Square East, es un complejo de condominios de 29 pisos de 105 m de altura y cuatro torres en el lado este de Union Square de Manhattan, en Nueva York. Terminado en 1987, el edificio está ubicado en el antiguo emplazamiento de los grandes almacenes S. Klein. Diseñado por la firma de arquitectos Davis, Brody & Associates y nombrado en honor al desarrollador inmobiliario William Zeckendorf, fue uno de los proyectos de desarrollo más importantes de Nueva York de los años 1980.

## Diseño
Las torres están revestidas de ladrillo rojo y los marcos de las ventanas están dispuestos para dar acentos verticales, mientras que el quinto y el último piso de la parte de oficinas de la base tienen ventanas arqueadas. La parte superior de las torres de 29 pisos está cubierta con pantallas en forma de pirámides que se iluminan por la noche, lo que contrasta notablemente con la torre del reloj iluminada del Consolidated Edison Building al otro lado de Irving Place.

### Cubierta verde
Los 1300 m² de espacio al aire libre en el séptimo piso del edificio, que anteriormente era una azotea sin distinción llena de plantas en macetas, conforman la cubierta verde residencial más grande de Nueva York. El techo se transformó en 2010 como parte de la campaña NYC Green Infrastructure del alcalde Michael Bloomberg. El techo plantado también sirve para capturar parte de la lluvia que cae sobre él en lugar de dejar que se escurra y contribuir a las inundaciones en la estación de metro Calle 14–Union Squar, situada debajo de este.

## Historia

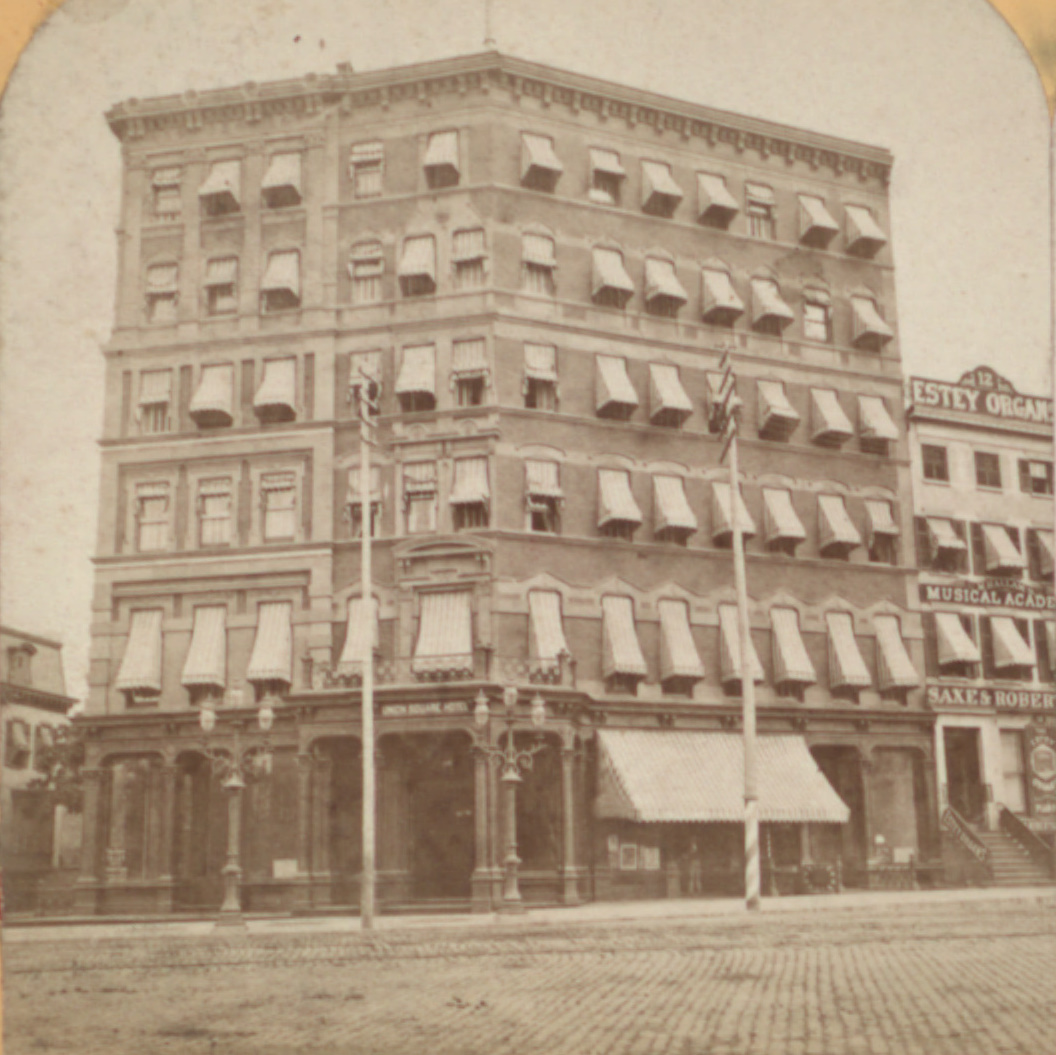
El antiguo Union Square Hotel, demolido en 1986 para dar paso a las Zeckendorf Towers.

El complejo de bloque completo con sus 670 apartamentos fue construido justo antes del renacimiento de Union Square Park en los años 1990 y se convirtió en parte del surgimiento de Park Avenue South y Flatiron District como un vecindario elegante. El diseño de Davis, Brody & Associates originalmente no obtuvo mucho apoyo del público o de la prensa arquitectónica. 
En ese momento, los conservacionistas comenzaron a llamar la atención del público sobre la arquitectura del sitio de S. Klein, que incluía el antiguo Union Square Hotel, diseñado por James Renwick Jr., arquitecto de muchos edificios de Manhattan, incluida la Catedral de San Patricio. Para realizar el plan Zeckendorf, el sitio necesitaba ser rezonificado, una medida a la que se opuso rigurosamente la Union Square Coalition, un grupo compuesto en gran parte por residentes más nuevos que se habían mudado a lofts y apartamentos y temían el impacto de la especulación inmobiliaria en sus viviendas alquiladas. Para recibir la aprobación final del plan, el edificio que originalmente se planeó como una sola torre se redujo a escala para adaptarse mejor al vecindario.
Las escaleras mecánicas que sirven a la estación de metro se construyeron como un beneficio público a cambio de aprobaciones para desarrollar el sitio. Como parte del trato, la asociación de condominios Zeckendorf Towers fue además responsable del mantenimiento de la maquinaria.